# Angela trifasciata
Angela trifasciata är en bönsyrseart som beskrevs av Carl Stål 1877. Angela trifasciata ingår i släktet Angela och familjen Mantidae.

## Underarter
Arten delas in i följande underarter:
- A. t. chocoana
- A. t. trifasciata